# Piazza Salimbeni

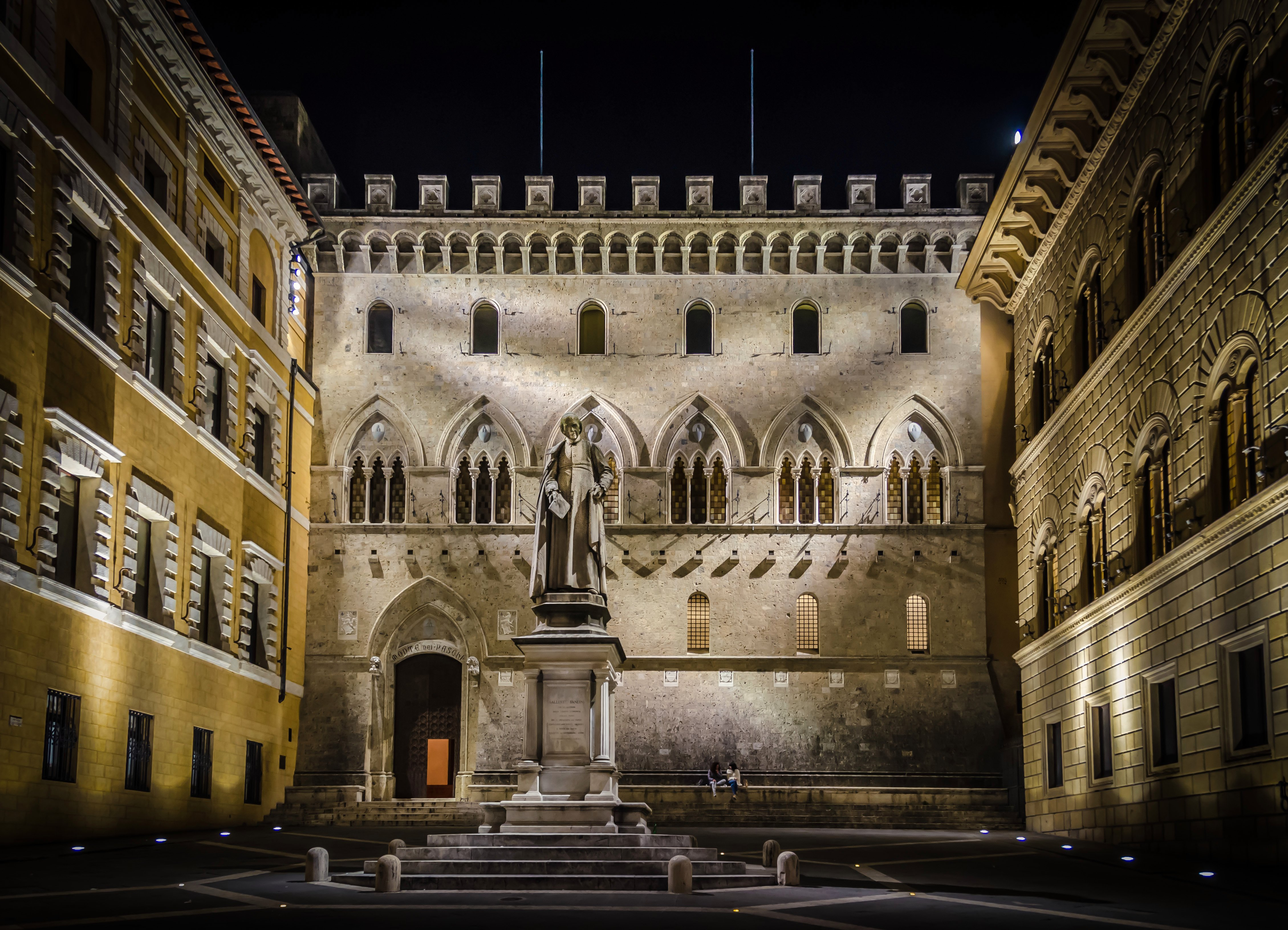
La place la nuit.

La Piazza Salimbeni est une place du centre historique de Sienne, qui donne sur un de ses côtés sur la Via Banchi di Sopra. 

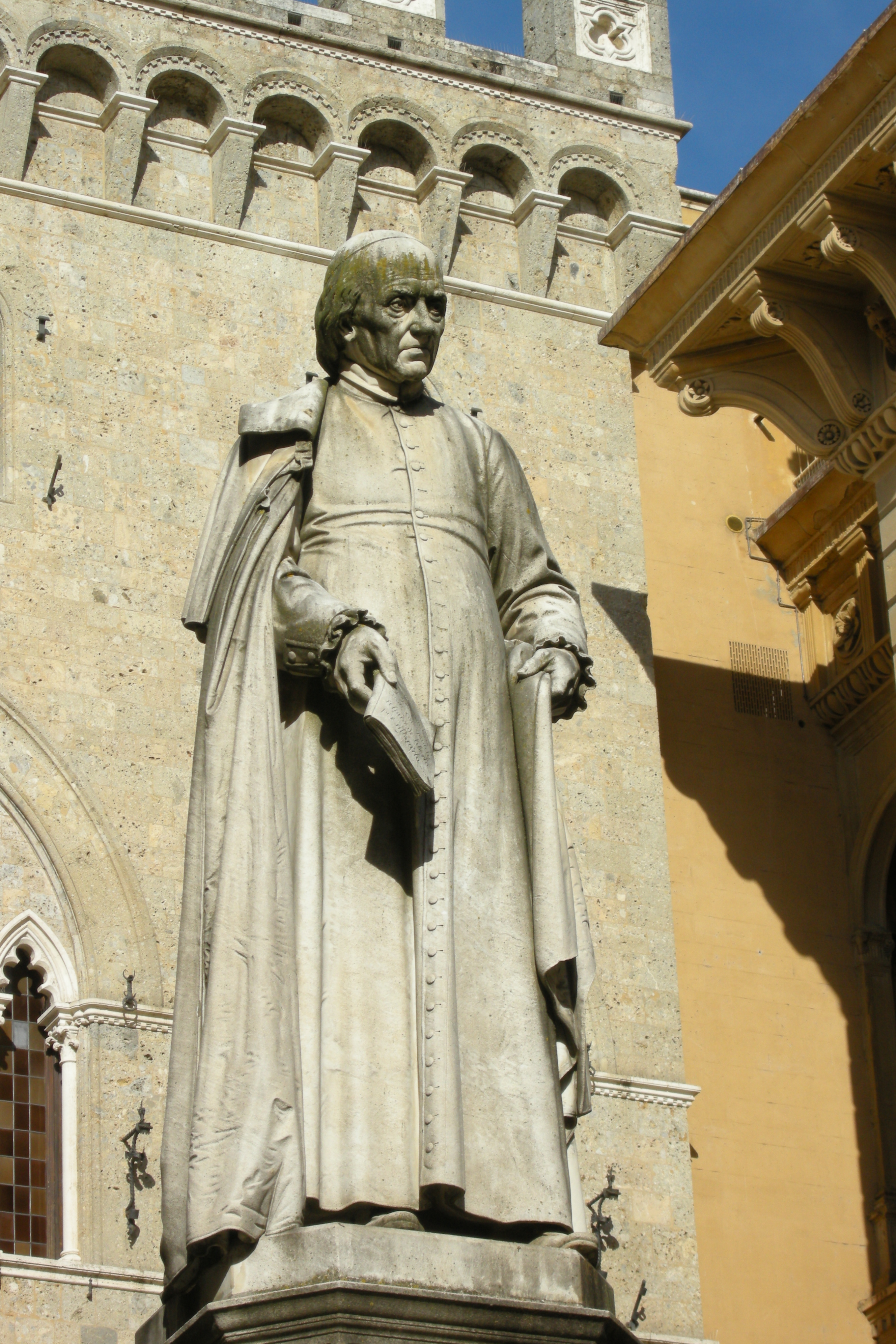
Statue du chanoine Sallustio Bandini.

Au milieu trône la statue du chanoine Sallustio Bandini (mort en 1780), sculptée par Tito Sarrocchi en 1882 et ses autres côtés sont bordés de palais :
- le Palazzo Salimbeni (en regard de la via di Città)
- le Palazzo Spannocchi (à droite)
- le Palazzo Tantucci (à gauche)

Lesquels constituent le siège et les bureaux de la Monte dei Paschi di Siena la plus ancienne banque encore en activité (depuis 1472).